# Apostolove
Apostolove (in ucraino Апостолове?; in russo Апостолово?, Apostolovo) è una città ucraina (13 069 abitanti) nel distretto di  Kryvyj Rih, nell'oblast' di Dnipropetrovs'k. Ospita l'amministrazione della comunità territoriale di Apostolove, una delle comunità territoriali dell'Ucraina.
Fino al 18 luglio 2020 Apostolove è stata il centro amministrativo del distretto di Apostolove, abolito come parte della riforma amministrativa dell'Ucraina, che ha ridotto a sette il numero dei distretti dell'oblast' di Dnipropetrovs'k. L'area del distretto di Apostolove è stata fusa nel distretto di Kryvyj Rih.